# Fridrich III. Lotrinský
Fridrich III. Lotrinský (1240 – 31. prosince 1302) byl v letech 1251 až 1302 lotrinským vévodou.

## Život
Fridrich se narodil jako jediný syn vévody Matyáše II. Lotrinského a jeho manželky Kateřiny Limburské.
Když jeho otec zemřel, bylo mu asi jedenáct let, a tak jeho matka vládla několik let jako regentka. V roce 1255 se jako patnáctiletý oženil s princeznou Markétou, dcerou navarrského krále Theobalda I. a Markéty Bourbonské. Jeho tchán byl také hrabětem ze Champagne a sňatek Markéty s Fridrichem znamenal pofrancouzštění Lotrinska a počátky napětí mezi francouzskými a německými vlivy, které charakterizují jeho pozdější historii. Když se Markétina neteř Jana I. Navarrská (dcera jejího bratra Jindřicha I. Navarrského) v roce 1284 provdala za dědice francouzského trůnu Filipa, budoucího krále Filipa IV., vazby na Francii vzrostly. Dlouho trvající loajalita lotrinských vévodů císaři Svaté říše římské v první polovině třináctého století slábla a francouzský vliv byl všudypřítomný, což v roce 1766 vedlo k jeho trvalé vazbě na Francii.
Během své vlády Fridrich bojoval s biskupy z Met, dokud ho papež Klement IV. neexkomunikoval a nevyhlásil nad vévodstvím interdikt.
V roce 1257, ve volbách po smrti německého krále Viléma Holandského nastal souboj mezi hrabětem Richardem Cornwallským a králem Alfonsem X. Kastilským. Fridrich se postavil na stranu Alfonse, který byl přes svou matku Beatrix vnukem římskoněmeckého krále Filipa Švábského. Soupeření mezi oběma králi vedlo k malému skutečnému boji a až po Richardově smrti v roce 1273 a zvolení Rudolfa Habsburského a následném stažení Alfonse se obnovila jednota říše.

## Potomci
Se svou manželkou Markétou měl Fridrich devět dětí, pět synů a čtyři dceryː
- Theobald II. Lotrinský
- Matyáš Lotrinský
- Fridrich Lotrinský
- Fridrich Lotrinský
- Gerard Lotrinský
- Isabela Lotrinská
- Kateřina Lotrinská
- Anežka Lotrinská
- Markéta Lotrinská